# البرهیل (کالیفرنیا)
البرهیل، کالیفرنیا (به انگلیسی: Alberhill, California) یک محدوده ثبت‌نشده در ایالات متحده آمریکا است که در شهرستان ریورساید، ایالت کالیفرنیا است.

## خصوصیات
البرهیل ۳۷۶ متر بالاتر از سطح دریا واقع شده‌است.